# Municipio de Panotla
El municipio de Panotla (del nahuatl: pano, ni ‘río, pie’‘Navegante’) es uno de los 60 municipios que conforman el estado mexicano de Tlaxcala. Su cabecera es la ciudad de Panotla.

## Historia
El nombre de este municipio de Tlaxcala, proviene del náhuatl y significa “lugar de paso en el río”. En el famoso Códice Mendocino, el signo de Panotla corresponde al símbolo del agua con una huella humana en el centro.
San Mateo Huexoyucan conjuntamente con los de Santa Anita Nopalucan y el de Xaxantila en Acxotla del Monte, ocuparon el Bloque Tlaxcala, al centro del actual territorio del estado. San Mateo Huexoyucan debió ser, por su calidad de pueblo, el lugar donde radicaba el poder político y económico regional, además del religioso sobre varias villas y aldeas.
San Mateo Huexoyucan, una vez que concluye la fase Texcalac, va a compartir los conocimientos adquiridos en la arquitectura y en el manejo de las técnicas del control hidráulico para la agricultura, con una vieja villa que tal vez estuvo sujeta a él, pero que adquiere rango de pueblo, y a lo que se considera modelo de las poblaciones tlaxcaltecas que existían entre los años 350 a. C. al 100 d. C., nos referimos a San Jorge Tezoquipan. Esta población, ubicada en el territorio del actual municipio de Panotla, fue la más representativa de la fase a la que en su honor se ha denominado Tezoquipan, y a la que en opinión de los arqueólogos se considera la de mayor apogeo cultural de Tlaxcala. De esta manera, Panotla debe enorgullecerse de haber contado entre sus antiguos moradores a los cuadros intelectuales más destacados en las ciencias y en las artes, que dieron brillo a una de las culturas más extraordinarias, mucho antes de que se diera el desarrollo urbanístico y cultural mesoamericano como Mitla, Monte Albán, El Tajín, Teotihuacán y Cholula.

## Geografía
Ubicado en el Altiplano central mexicano a 2 252 metros sobre el nivel del mar, el municipio de Panotla se sitúa en un eje de coordenadas geográficas entre los 19 grados 19 minutos latitud norte y 98 grados 16 minutos longitud oeste. 
Localizado en el sur del estado, el municipio de Panotla colinda al norte con los municipios de Xaltocan y Hueyotlipan; al suroeste con el municipio de Santa Ana Nopalucan; al sur con el municipio de  San Damián Texóloc; al este con el municipio de Totolac, al sureste con el municipio de Tlaxcala;  y al  oeste  con el municipio de Ixtacuixtla de Mariano Matamoros.
De acuerdo con la información del Instituto Nacional de Estadística, Geografía e Informática, el municipio de Panotla comprende una superficie de 59.740 kilómetros cuadrados, lo que representa el 1.47 por ciento del total del territorio estatal, el cual asciende a 4 060.923 kilómetros cuadrados. 

### Orografía
Se presentan en el municipio tres formas características de relieve: Zonas accidentadas; abarcan aproximadamente el 45.0 por ciento de la superficie y se localizan en el norte del municipio. Zonas semiplanas, que ocupan el 38.0 por ciento y se ubican en la parte central. Zonas planas, que comprenden el 17.0 por ciento, ubicándose en la parte sur del municipio. Orografía del municipio de Panotla. 

### Hidrografía
Comprendido en la región del río Balsas y la cuenca del río Atoyac, el río Zahuapan en su largo recorrido atraviesa aproximadamente 5.8 km., en la parte sureste del municipio. Además de esa importante corriente hidrológica, en la superficie del municipio se localiza el río Jilotepec, así también existen algunos arroyos, manantiales y pozos de extracción de agua potable.

## Turismo
Panotla cuenta con la iglesia de San Nicolás de bari fundada en 1693, un templo considerado una de las máximas expresiones del barroco popular. Cuenta con un atrio de arcos invertidos precede la imagen de la fachada de argamasa. El retablo principal es blanco con dorados, de estilo barroco. En el altar mayor se encuentra el santo patrono san Nicolás de Bari, al cual se le rinde una festividad religiosa en su honor el día 6 de diciembre, a esta festividad le llama "fiesta chica" y el tercer domingo de diciembre se realiza la llamada "fiesta grande" en la cual los habitantes para festejar invitan a sus conocidos y familiares a comer; así como también se llevan a cabo misas en la parroquia del municipio, estas festividades finalizan dos días después de la "fiesta grande" con la quema de hermosos y elaborados fuegos artificiales.Al salir, y luego de tomar distancia, se ve esta iglesia que corona el cerro. Por las tardes, cuando se oculta el sol, la luz reflejada en la fachada le da una apariencia de perla. En el municipio encontramos también el Santuario de la Defensa; y en las diferentes comunidades, sus alegres fiestas de carnaval donde sus habitantes usan vistosos trajes y máscaras talladas y pintadas y se hacen llamar huehues, una tradición llena de sincretismo y colorido.
Panotla es cuna del Carnaval Tlaxcalteca, pues es aquí donde tienen sus orígenes las danzas de carnaval que son: las cuadrillas, los lanceros, las virginias, la marcha, la vara, la jota y las taragoteadas, la región siendo una zona de haciendas los amos de origen europeo realizaban grandes y elegantiozas fiestas alas que los peones no tenían acceso, como respuesta, estos empezaron a tratar de imitar los pasos que veían a través de las ventanas y creaban su música parecida a le que escuchaban. En 1890 se inicia con la tradición de carnaval, pero no fue asta 1903 que se rudimento con el primer grupo de danzantes llamado "los chiquitos" con una indumentaria muy humilde, de acuerdo a la época.
La música que después fue difundida a las distintas regiones del estado fue introducida e impuesta por el clarinista don Mariano Minor Flores, oriundo de Panotla, quien en su carácter de músico obtuvo las notas en el estado de Veracruz.
Panotla es considerado por la Secretaria de Turismo del Estado de Tlaxcala como el principal promotor de la cultura tlaxcalteca, pues en su gran desfile de carnaval participan diversas comparsas de huehues provenientes de todas las regiones del estado.
Actualmente sede del festival Nacional de Globos de Papel, promoviendo la elaboración artesanal de los mismos, albergando talleres para su realización hasta la premiación del más espectacular.

## Localidades
El municipio está conformado por las comunidades de: 
- San Nicolás Panotla (Cabecera Municipal)
- Jesús Acatitla
- San Ambrosio Texantla
- San Francisco Temetzontla
- San Jorge Tezoquipan
- San Mateo Huexoyucan
- Santa Catalina Apatlahco
- Santa Cruz Techachalco
- San Tadeo Huiloapan
- Colonia Emiliano Zapata

## Educación escolar en Panotla
La cabecera municipal de Panotla cuenta con dos escuelas de educación preescolar, dos escuelas primarias, dos secundarias, un bachillerato y dos escuelas de educación superior: la normal preescolar y la normal rural para maestros de primaria; todas ellas escuelas públicas. Sin contar las diferentes escuelas de las comunidades de este municipio y las escuelas particulares.

## Relaciones Internacionales

### Hermanamientos
- Benito Juarez, México (2022)[5]